# خوزه بارریل
خوزه بارریل (انگلیسی: José Barril؛ زادهٔ ۲۵ آوریل ۱۹۹۲) بازیکن فوتبال اهل اسپانیا است.
از باشگاه‌هایی که در آن بازی کرده‌است می‌توان به باشگاه فوتبال رئال مادرید سی اشاره کرد.